# نازلو

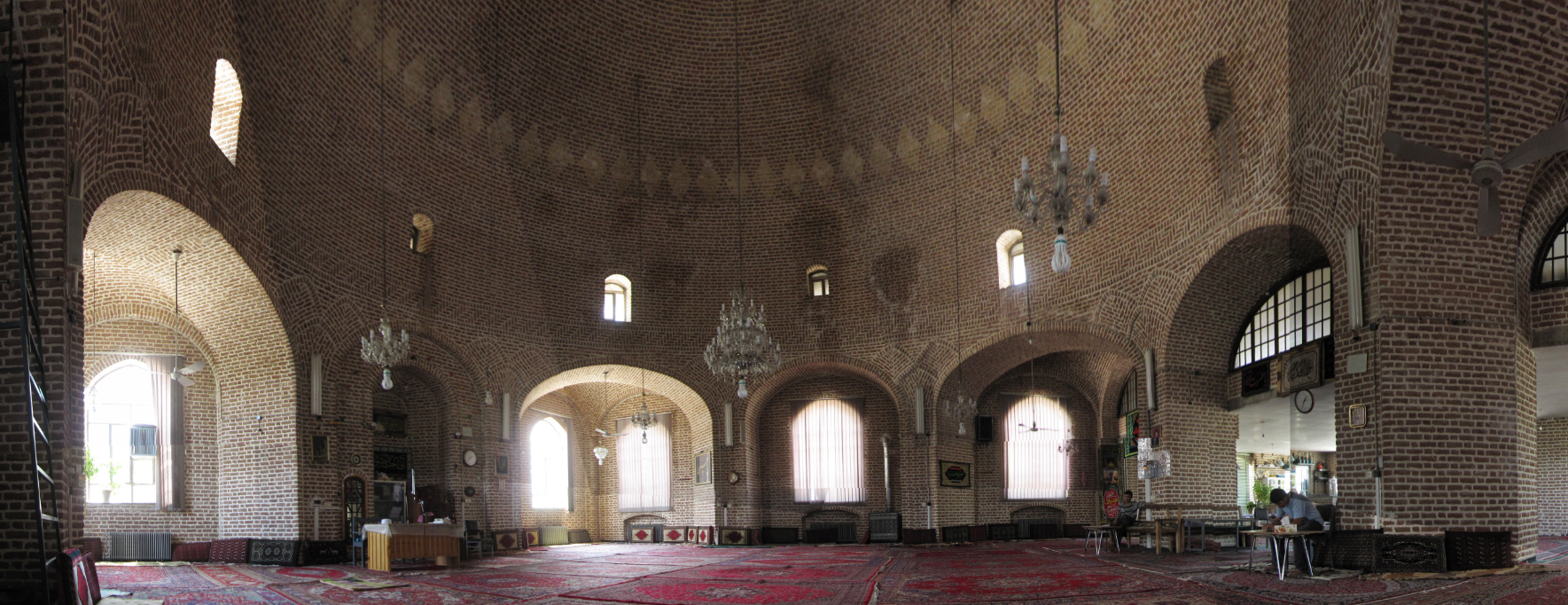
تصویر پانوراما از داخل مسجد روستای نازلو

نازلو، روستایی است از توابع بخش نازلو و در شهرستان ارومیه استان آذربایجان غربی ایران. روستای نازلو در غربی ترین نقطه دشت (جلگه) ارومیه و محل تلاقی آن با کوهستان قرار گرفته است.

## جمعیت
این روستا در دهستان نازلوچای قرار داشته و براساس سرشماری مرکز آمار ایران در سال ۱۳۹۵، جمعیت این روستا برابر با ۱٬۴۸۱ نفر (۳۹۷ خانوار) بوده‌ است. 

## دانشگاه ارومیه
پردیس اصلی دانشگاه ارومیه در جنوب روستای نازلو واقع شده‌است.

## مکان‌های دیدنی

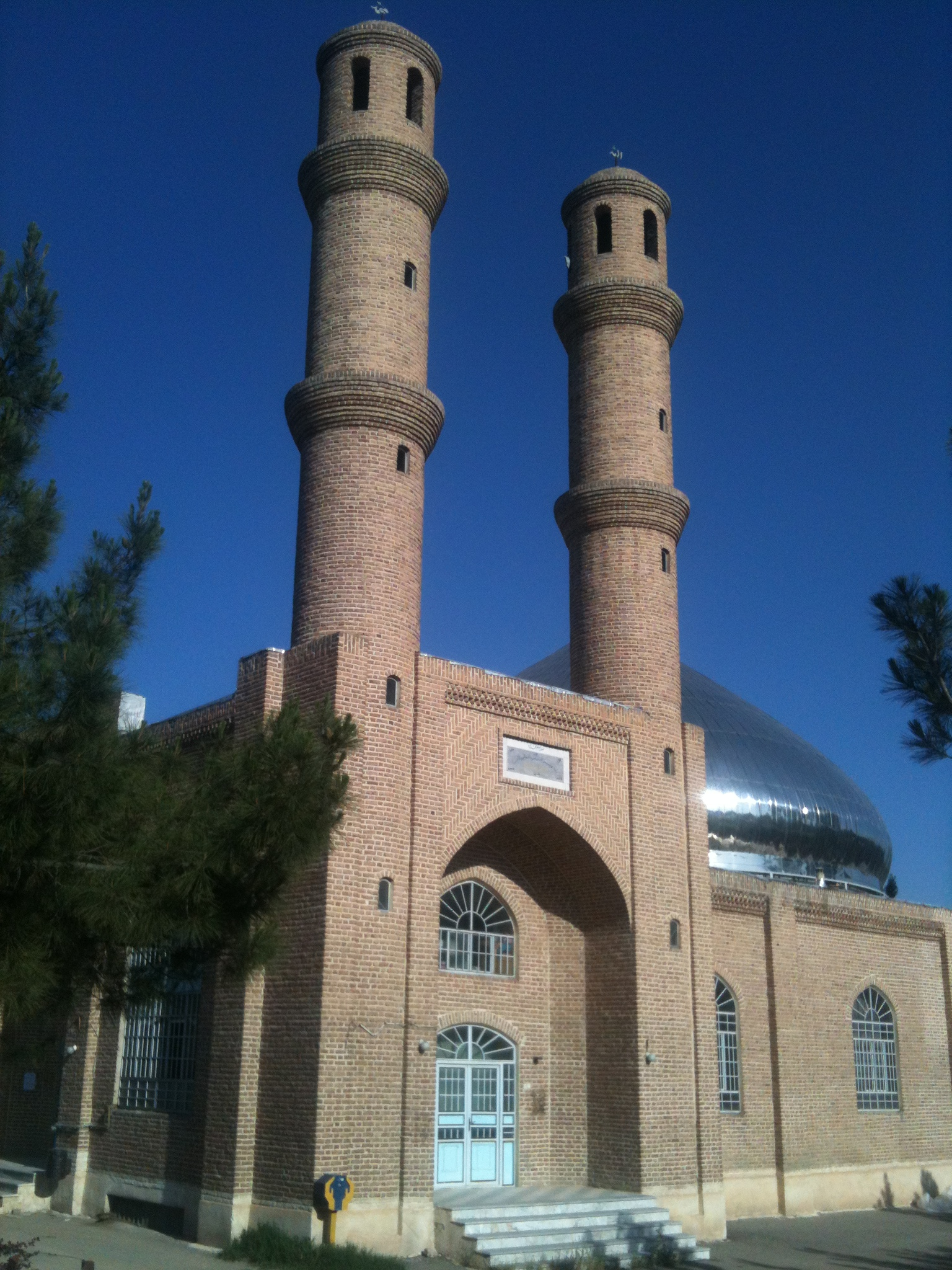
تصویری از مقابل مسجد نازلو

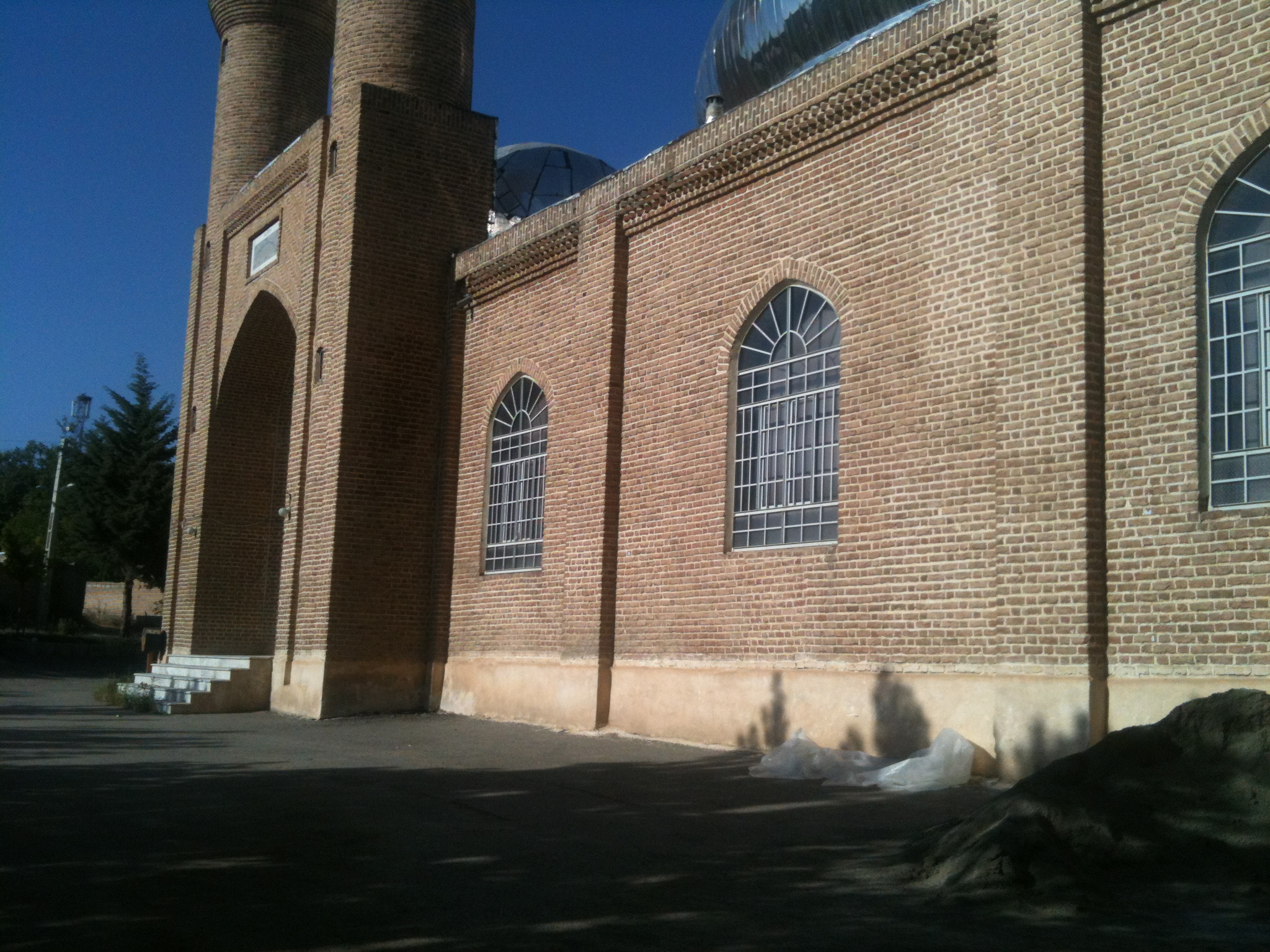
سمت کناری مسجد نازلو

مسجد روستای نازلو